# Masafumi Jokojama
Masafumi Jokojama (japonsko 横山 正文), japonski nogometaš, * 10. april 1956.
Za japonsko reprezentanco je odigral 31 uradnih tekem.